# Francesco Antonio Gonzaga
Francesco Antonio Gonzaga (3 maggio 1704 – 5 aprile 1750) è stato un nobile italiano, sesto marchese di Palazzolo.

## Biografia

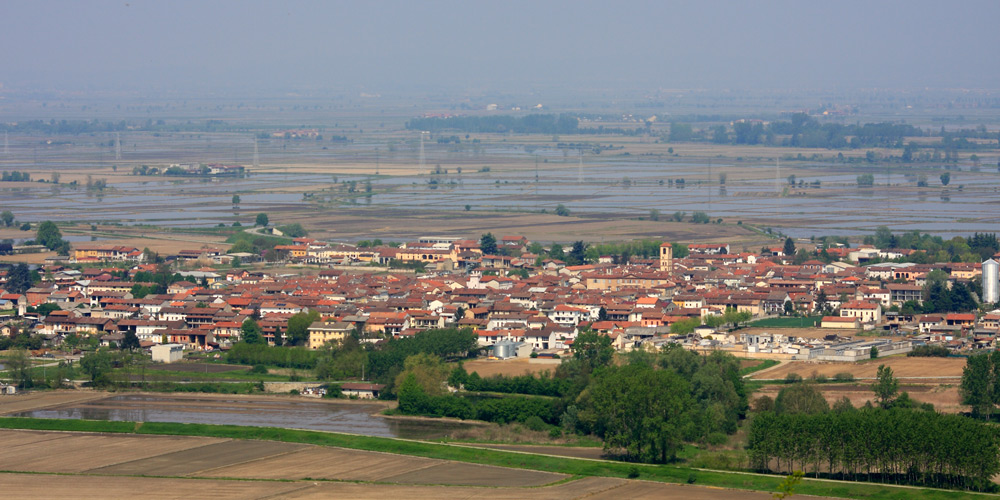
Veduta di Palazzolo Vercellese, feudo dei Nobili Gonzaga.

Era figlio di Silvio Gaetano Gonzaga e di Silvia Gonzaga. Presso il marchese lavorò lo storico Federigo Amadei. Francesco Antonio sposò nel 1723 Gertrude Rangoni (1707-?).
Alla sua morte nel 1750 gli succedette il cugino Corrado Gonzaga.

## Ascendenza
|                                                     |                                         |                                               | Genitori                                           |  |  | Nonni |  |  | Bisnonni                                         |  |  | Trisnonni                                   |  |
|                                                     |                                         |                                               |                                                    |  |  |       |  |  | Giulio Cesare Gonzaga, III marchese di Palazzolo |  |  | Claudio I Gonzaga, co-marchese di Palazzolo |  |
|                                                     |                                         |                                               |                                                    |  |  |       |  |  | Giulio Cesare Gonzaga, III marchese di Palazzolo |  |  | Claudio I Gonzaga, co-marchese di Palazzolo |  |
|                                                     |                                         | Elena Aliprandi                               |                                                    |  |  |       |  |  | Giulio Cesare Gonzaga, III marchese di Palazzolo |  |  |                                             |  |
| Claudio II Gonzaga, IV marchese di Palazzolo        |                                         |                                               |                                                    |  |  |       |  |  | Giulio Cesare Gonzaga, III marchese di Palazzolo |  |  |                                             |  |
|                                                     |                                         | Polissena Rossi                               | Arrigo Rossi                                       |  |  |       |  |  |                                                  |  |  |                                             |  |
|                                                     |                                         | Polissena Rossi                               | Arrigo Rossi                                       |  |  |       |  |  |                                                  |  |  |                                             |  |
|                                                     |                                         | Polissena Rossi                               | Elisabetta Gonzaga di Vescovato                    |  |  |       |  |  |                                                  |  |  |                                             |  |
| Silvio Gaetano Gonzaga, V marchese di Palazzolo     |                                         | Polissena Rossi                               |                                                    |  |  |       |  |  |                                                  |  |  |                                             |  |
|                                                     |                                         | …                                             | …                                                  |  |  |       |  |  |                                                  |  |  |                                             |  |
|                                                     |                                         | …                                             | …                                                  |  |  |       |  |  |                                                  |  |  |                                             |  |
|                                                     |                                         | …                                             | …                                                  |  |  |       |  |  |                                                  |  |  |                                             |  |
| Lucrezia Canossa                                    |                                         | …                                             |                                                    |  |  |       |  |  |                                                  |  |  |                                             |  |
|                                                     |                                         | …                                             | …                                                  |  |  |       |  |  |                                                  |  |  |                                             |  |
|                                                     |                                         | …                                             | …                                                  |  |  |       |  |  |                                                  |  |  |                                             |  |
|                                                     |                                         | …                                             | …                                                  |  |  |       |  |  |                                                  |  |  |                                             |  |
| Francesco Antonio Gonzaga, VI marchese di Palazzolo |                                         | …                                             |                                                    |  |  |       |  |  |                                                  |  |  |                                             |  |
|                                                     | Luigi I Gonzaga, IV marchese di Luzzara | Federico I Gonzaga, III marchese di Luzzara   |                                                    |  |  |       |  |  |                                                  |  |  |                                             |  |
|                                                     | Luigi I Gonzaga, IV marchese di Luzzara | Federico I Gonzaga, III marchese di Luzzara   |                                                    |  |  |       |  |  |                                                  |  |  |                                             |  |
|                                                     | Luigi I Gonzaga, IV marchese di Luzzara | Elisabetta Gonzaga di Poviglio                |                                                    |  |  |       |  |  |                                                  |  |  |                                             |  |
| Federico II Gonzaga, V marchese di Luzzara          | Luigi I Gonzaga, IV marchese di Luzzara |                                               |                                                    |  |  |       |  |  |                                                  |  |  |                                             |  |
|                                                     |                                         | Elena Gonzaga di Vescovato                    | Pirro Maria Gonzaga, co-signore di Vescovato       |  |  |       |  |  |                                                  |  |  |                                             |  |
|                                                     |                                         | Elena Gonzaga di Vescovato                    | Pirro Maria Gonzaga, co-signore di Vescovato       |  |  |       |  |  |                                                  |  |  |                                             |  |
|                                                     |                                         | Elena Gonzaga di Vescovato                    | Francesca Gonzaga di Palazzolo                     |  |  |       |  |  |                                                  |  |  |                                             |  |
| Silvia Gonzaga di Luzzara                           |                                         | Elena Gonzaga di Vescovato                    |                                                    |  |  |       |  |  |                                                  |  |  |                                             |  |
|                                                     |                                         | Ferdinando I Gonzaga, principe di Castiglione | Francesco Gonzaga, III marchese di Castiglione     |  |  |       |  |  |                                                  |  |  |                                             |  |
|                                                     |                                         | Ferdinando I Gonzaga, principe di Castiglione | Francesco Gonzaga, III marchese di Castiglione     |  |  |       |  |  |                                                  |  |  |                                             |  |
|                                                     |                                         | Ferdinando I Gonzaga, principe di Castiglione | Bibiana von Pernstein                              |  |  |       |  |  |                                                  |  |  |                                             |  |
| Luigia Ludovica Gonzaga                             |                                         | Ferdinando I Gonzaga, principe di Castiglione |                                                    |  |  |       |  |  |                                                  |  |  |                                             |  |
|                                                     |                                         | Olimpia Sforza Visconti                       | Giovanni Paolo II Sforza, V marchese di Caravaggio |  |  |       |  |  |                                                  |  |  |                                             |  |
|                                                     |                                         | Olimpia Sforza Visconti                       | Giovanni Paolo II Sforza, V marchese di Caravaggio |  |  |       |  |  |                                                  |  |  |                                             |  |
|                                                     |                                         | Olimpia Sforza Visconti                       | Maria Aldobrandini                                 |  |  |       |  |  |                                                  |  |  |                                             |  |
|                                                     |                                         | Olimpia Sforza Visconti                       |                                                    |  |  |       |  |  |                                                  |  |  |                                             |  |